# Єлисаветградська жіноча гімназія
Єлисаветградська жіноча гімназія — навчальний заклад — повна (8-річна) громадська гімназія для дівчат у місті Єлисаветграді (сучасний Кропивницький), якій передувало двокласне училище; відіграла значну роль в культурному й освітньому житті міста наприкінці XIX — на початку ХХ століття, найстаріша жіноча гімназії Півдня України другої половини ХІХ – поч. ХХ ст.

## Історія

### «Школа для бідних дівчат нижчого класу людей»

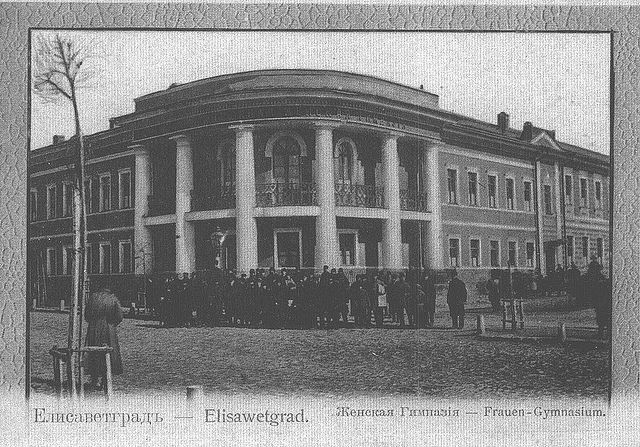

У 1860 році в Єлисаветграді відкрилося жіноче училище 1-го розряду, яке з 1870-го набуло статусу громадської жіночої гімназії і потім базувалося у спеціально збудованому приміщенні по вулиці Петровській (нині це старий корпус педагогічного університету). Училище було розраховане на дівчаток з незаможних родин. На той час в місті вже було кілька платних дівочих пансіонів (найстаріший з них – пані Титаренкової – працював ще з 1820-х). Училище було двокласним, а гроші на його утримання щорічно виділяли місцеві купці. У рік відкриття в училищі було три наставники та 12 дівчаток.
Спочатку гімназія базувалася у будинку Плескачевської, який знаходився на правому березі Інгулу в районі вулиці Верхня Биковська (Чапаєва), з 1869 року переїхало у будинок генерала Екельна (нині це Кіровоградський обласний інститут післядипломної педагогічної освіти імені Василя Сухомлинського) на розі Великої Перспективної та Нижньодонської (Тімірязєва, Карпи). Цей будинок місто придбало у генерала в 1847 році, відремонтувало після пожежі та здавало в оренду магазинам, банківським установам тощо. 
Того ж року училище стало шестикласним. А наступного року вийшов циркуляр, відповідно до якого шестикласні училища перетворювалися на семикласні гімназії. 
На початку 1870-х тут відкрили восьмий педагогічний клас, випускниці якого могли працювати домашніми наставницями та помічницями вчителів. На той час в гімназії було вже 600 учениць. Навчання стало платним: 20 рублів + ще 5 рублів за додаткові заняття з сучасних мов (французької та німецької). Крім цього гімназистки вивчали закон Божий, російську мову, математику, географію, історію, фізику, рукоділля та малювання, педагогіку, латину та грецьку мову.
З метою розширення набору наприкінці ХІХ століття до будинку Екельна зробили кілька прибудов по вул. Нижньодонській і Великій Перспективній, водночас навесні 1898 року опікунська рада жіночої гімназії звернулася до міської управи з
проханням поклопотатися перед міською думою про відведення земельної ділянки на розі Петрівської (тепер – Шевченка) вулиці і Театрального (Нейгауза) провулку для спорудження спеціального гімназійного приміщення яке відповідало б усім санітарним вимогам.

## Відомі викладачі й випускники

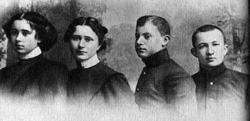
Гімназисти 7-го класу (в майбутньому — дві подружні пари): двоюрідні сестри Ольга та Наталія Шуйські, Сергій Безрадецький, Ігор Тамм

- Брамсон Костянтин Людвигович (1842—1909)- відомий вчений-ентомолог, разом з донькою викладав у гімназії німецьку мову